# Wacker Chemie
Com sede no sul da Baviera, em Munique, a Wacker Chemie AG é um grupo químico fundado em 1914.

## História
Em 1914, Alexander Wacker fundou a empresa Dr. Alexander Wacker, Gesellschaft für elektrochemische Industrie KG em Burghausen.
Em 1922, Alexander Wacker faleceu aos 75 anos.
Em junho de 2024, a sede da empresa era em Munique.